# Лаврентий (Бархатов)
Архимандрит Лаврентий (1848—1916; в миру Виктор Бархатов) — архимандрит Православной Российской церкви, настоятель монастыря Тихонова пустынь. Благочинный женских монастырей Калужской епархии (1902—1903).

## Биография
Родился в 1848 году в семье крестьян.
В 1878 году поступил в Оптину пустынь послушником. В 1886 году перешёл в Архиерейский дом в Калуге. Там был пострижен в монахи, и рукоположен в диакона. С 1886 года — иеромонах. В 1894 году назначен на должность эконома архиерейского дома. С 1895 по 1899 год являлся настоятелем Лихвинского Покровского монастыря. Затем, два года пробыл на должности настоятеля Мещовского Георгиевского монастыря. В 1899 году возведён в сан игумена. С 1901 года являлся почётным блюстителем Мещовского духовного училища. В 1902—1903 годах — благочинный женских монастырей Калужской епархии.
В 1903 году был назначен настоятелем Успенской Тихоновой пустыни, после ухода на покой архимандрита Моисея (Котельникова). В 1904 году архимандрит Лаврентий закончил строительство грандиозного Успенского собора Тихоновой пустыни, начатого архимандритом Моисеем (Красильниковым). 28 августа (10 сентября) собор был освящён. В 1908 году, по проекту Лаврентия, был выстроен трапезный храм святителя Николая. В 1910-х годах, под руководством архимандрита были построены Скорбященская и Трёхсвятительская церкви.
В 1907 году, архимандрит Лаврентий был награждён орденом святой Анны 3 степени, а через некоторое время — 2 степени. С 1915 года на покое.
Умер в 1916 году, в Тихоновой пустыни. Похоронен в некрополе монастыря.